# Markis Kido
Markis Kido (Yakarta, 11 de agosto de 1984-Tangerang, 14 de junio de 2021) fue un deportista indonesio que compitió en bádminton, en la modalidad de dobles.
Participó en los Juegos Olímpicos de Pekín 2008, obteniendo una medalla de oro en la prueba de dobles. Ganó dos medallas en el Campeonato Mundial de Bádminton en los años 2007 y 2010.
Falleció el 14 de junio de 2021 aparentemente por un ataque cardiaco durante un partido de exhibición de bádminton.

## Palmarés internacional
| Juegos Olímpicos   | Juegos Olímpicos       | Juegos Olímpicos  | Juegos Olímpicos |
| Año                | Lugar                  | Medalla           | Prueba           |
| ------------------ | ---------------------- | ----------------- | ---------------- |
| 2008               | Pekín (China)          | Medalla de oro    | Dobles           |
| Campeonato Mundial |                        |                   |                  |
| Año                | Lugar                  | Medalla           | Prueba           |
| 2007               | Kuala Lumpur (Malasia) | Medalla de oro    | Dobles           |
| 2010               | París (Francia)        | Medalla de bronce | Dobles           |